# 中山道源
中山 道源（なかやま つねもと、1887年（明治20年）2月12日 - 1979年（昭和54年）11月8日）は、日本の海軍軍人。最終階級は海軍少将。
井上成美、小沢治三郎、草鹿任一ら、後に太平洋戦争を指導した多くの提督たちを輩出した海軍兵学校第37期の一員。同期生が海軍の中枢を担う中、中山は重巡洋艦「羽黒」艦長などを歴任した。主に艦隊勤務を歩む実務家タイプの士官であった。最終的には海軍少将に進級し、名誉をもって軍歴を終えた。

## 経歴
- 1887年（明治20年）2月12日、広島県奴可郡西城村（現：広島県庄原市西城町）真宗大谷派 蓮照寺の長男として生まれる。
- （旧制）三次中学校を経て、1909年（明治42年）11月19日に海軍兵学校（37期）を卒業。海軍少尉候補生として巡洋艦宗谷乗組[2]。
- 1910年（明治43年）
  - 7月16日、巡洋艦伊吹乗組。
  - 12月15日、海軍少尉。
- 1911年（明治44年）12月20日、砲術校普通科学生。
- 1912年（明治45年）4月24日、水雷校普通科学生。
- 1912年（大正元年）
  - 8月9日、巡洋艦日進乗組。
  - 12月1日、海軍中尉。
- 1913年（大正2年）
  - 2月15日、駆逐艦海風乗組。
  - 12月1日、横須賀海兵団附。
- 1915年（大正4年）
  - 2月1日、巡洋艦八雲乗組。
  - 12月13日、海軍大尉／海軍大学校乙種学生。
- 1916年（大正5年）
  - 6月1日、砲術校高等科学生。
  - 12月1日、戦艦周防分隊長／砲術校教官。
- 1917年（大正6年）
  - 6月1日、横須賀鎮守府附。
  - 9月1日、巡洋艦出雲分隊長。
  - 9月10日、駆逐艦樫乗組。
- 1918年（大正7年）
  - 11月1日、第二特務艦隊司附。
  - 12月1日、巡洋戦艦霧島分隊長。
- 1919年（大正8年）
  - 4月18日、海軍兵学校教官／監事。
  - 12月1日、海軍兵学校教官／副官。
- 1920年（大正9年）12月1日、海軍大学校甲種学生（20期）。
- 1921年（大正10年）12月1日、海軍少佐。
- 1922年（大正11年）12月1日、横須賀海兵団分隊長／教官。
- 1923年（大正12年）8月13日、横須賀鎮守府参謀。
- 1924年（大正13年）12月1日、皇族附武官（朝融王附）／戦艦山城乗組。
- 1925年（大正14年）
  - 5月1日、皇族附武官（朝融王附）／戦艦長門乗組。
  - 12月1日、海軍中佐／皇族附武官（朝融王附）／巡洋艦阿蘇乗組。
- 1926年（大正15年）12月1日、横須賀鎮守府附。
- 1927年（昭和2年）12月1日、巡洋艦球磨副長。
- 1928年（昭和3年）12月10日、横須賀鎮守府附。
- 1929年（昭和4年）2月1日、練習艦隊参謀。
- 1930年（昭和5年）
  - 1月15日、横須賀鎮守府附。
  - 2月15日、横須賀海兵団教官。
  - 5月26日、横須賀海兵団教官／連合艦隊司令部附。
  - 8月10日、横須賀海兵団教官。
  - 9月20日、横須賀鎮守府附。
  - 11月1日、軍令部出仕／海軍省出仕（教育局一課）。
  - 12月1日、海軍大佐／横須賀鎮守府附（教育局一課）。
- 1932年（昭和7年）
  - 1月25日、給油艦早鞆特務艦長。
  - 12月1日、艦政本部出仕（総務部三課）。
- 1934年11月15日、重巡洋艦羽黒艦長。
- 1935年（昭和10年）11月15日、呉防備隊司令。
- 1936年（昭和11年）
  - 12月1日、海軍少将／軍令部出仕。
  - 12月15日、待命。
  - 12月22日、予備役。海軍大佐の定年は54歳であったが、中山は49歳で予備役となっている。少将昇進からわずか22日での予備役編入であり、これは新たな要職への就任を前提としない、いわゆる「進級予備役」（名誉進級）と呼ばれるものであった。長年の勤務を終える大佐に対し、名誉的に少将の階級を与えて予備役に編入する当時の慣行である。
- 1938年（昭和13年）3月11日、艦政本部総務部業務嘱託。
- 1940年（昭和15年）
  - 2月21日、艦政本部総務部業務嘱託／海軍大学校教務嘱託。
  - 12月27日、艦政本部総務業務／海軍大学校調査事務嘱託／海軍省事務嘱託。
- 1947年（昭和22年）11月28日、公職追放仮指定[3]。
- 1979年（昭和54年）11月8日、広島市内の自宅にて歿、92歳。

## 受章歴
- 功五級金鵄勲章
- 勲三等瑞宝章
- 勲四等旭日小綬章
- 勲五等瑞宝章
- 勲六等瑞宝章
- ルーマニアスター勲章

## 人物像
- 名前の読みについては「どうげん」あるいは「みちもと」と読まれることが多いが、正確には「つねもと」である[注釈 1]。
- 海軍兵学校を卒業した当時の校長は、後に内閣総理大臣となる鈴木貫太郎であった。少尉候補生としての遠洋航海は鈴木に送り出されたものであり、中山は鈴木の薫陶を受けた世代の海軍軍人であったと言える[5]。
- 第一次世界大戦では、第二特務艦隊に所属し、駆逐艦「樫」乗組として地中海に派遣された。この任務は、ドイツのUボートによる通商破壊作戦が激化する中、連合国の輸送船団を護衛するものであった。
- 海軍大学校甲種学生（20期）を修了しているが、その後の経歴は艦船勤務が中心であり、練習艦隊参謀や皇族附武官なども務めたが、特に大佐時代には重巡洋艦「羽黒」艦長など、艦隊の現場指揮官としての道を歩んだ。
- 最終的に少将へ進級したものの、それは現役を退くにあたっての名誉進級であり、帝国海軍の巨大な組織を現場で支えた、実直な士官の生涯であったと言える。一方で、第四艦隊事件での状況判断と、組織の規範よりも艦の安全を優先した決断力は、優れた指揮官としての資質を示すものとして評価されている。
- 故郷である広島県庄原市の蓮照寺には、中山が詠んだ句を刻んだ句碑が建立されており、故郷との繋がりを今に伝えている。

### 第四艦隊事件での対応
「羽黒」艦長在任中の1935年（昭和10年）9月26日、岩手県東方沖で演習中の第四艦隊は巨大な台風（後に「第四艦隊事件」として知られる）に遭遇し、多くの艦艇が甚大な被害を受けた。「おとなしい、深い教養のある艦長」と評されていた中山は、この未曾有の海難事故において、冷静かつ的確な判断で艦と乗組員を守り抜いた。
台風の中心部に突入した「羽黒」は、猛烈な暴風雨と波浪により、午前10時頃に艦首最前部の上甲板が長さ約13メートル、幅約10メートルにわたって圧壊・垂下し、第一・第二砲塔間の給弾薬筒が露出し、第二砲塔が旋回不能となる致命的な損傷を受けた。この危機的状況に対し、中山は直ちに応急処置を指揮すると同時に、これ以上の航行は危険と判断。当時の厳格な軍紀の中では異例の行動であったが、艦隊司令部（旗艦「足柄」）に対し「反転避航の要ありと認む」と、自らの判断で反転する旨を具申し、実行に移した。中山自身の当時の手記には「艦首の状況、刻々危険を増すを以て、反転避航を決意せり」とその決断の理由が記されている。
この迅速な判断は結果として「羽黒」を沈没の危機から救った。さらに反転後の翌27日朝、「羽黒」は艦首を切断され漂流していた駆逐艦「初雪」を発見。中山は直ちにその惨状を司令部に打電し、僚艦による救助活動の端緒を開いた。
当時「羽黒」に乗艦していた吉田秀雄中尉（後に海軍大佐）は戦後、「冷静沈着、実に立派な艦長でした」「平素中山艦長が、艦の復原性能について研究し、自信を持っておられたから、少しも慌てなかった」と証言している。また、吉田によれば、中山は応急処置の甲板作業を視察した際、「ワシントン（軍縮）条約下の不完全な軍艦だ。これが無理な設計の結果だ」と漏らしたといい、当時の艦艇が抱えていた構造上の問題点を鋭く認識していたことがうかがえる。

### 交友関係
海軍兵学校37期の同期生とは深い繋がりを持ち、特に草鹿任一とは、軍歴において任地を同じくすることはなかったものの、1923年（大正12年）から16年間にわたり鎌倉で隣人として暮らし、家族ぐるみの親密な交友を続けた。
後に草鹿が海軍兵学校長に就任した際には、中山の次男が同校の生徒として指導を受ける縁もあった。中山は、生徒に対して権威をかざさず、「いわば好々爺が、少年達を対手に物語るかのように、衒わず気取らず、極めて平易に話しかけられた」という草鹿の教育姿勢を「実に草鹿君の人徳をそのまま表現しておるものと信じます」と評価し、その人柄を深く尊敬していた。同期生との私的な交流に加え、海軍省教育局勤務時代（1930年頃）には海軍大臣を歴任した財部彪大将の邸宅を訪れるなど、部内での幅広い交友関係があった。

### 予備役後の活動と晩年
予備役編入後も艦政本部の嘱託などを務める傍ら、社会活動にも関わった。特に太平洋戦争下においては、国民の戦意高揚や銃後支援を目的とする団体・大日本婦人会の指導的役割を担った。1943年（昭和18年）1月には、同会の会誌に「軍人援護は婦人の道」と題する一文を寄せ、大東亜戦争一周年を機に、前線の将兵への慰問や必勝祈願を婦女子に呼びかけている。翌1944年（昭和19年）には同会の「総務生活局長」に就任し、会誌に「決戦生活の實踐」と題する記事を寄稿。物資が欠乏する中で「足るを知る」ことの重要性や、身辺の整理整頓、健康増進といった、銃後の国民が心掛けるべき生活の心得を説いた。戦後も、同会の後身団体の顧問を務めるなど、社会教育家・川西末三との交流は続いた。
夫人の没後、晩年は長男の家の近くで隠居生活を送った。中山は「私は、クリスチャンですよ」と語るキリスト教徒であったが、「日本の神様といい、仏様といい（中略）宇宙の万物を支配している造物主は違いない」とも述べており、宗派に囚われない普遍的な宗教観を持っていた。「神様を信じないのは頑固だ」というのが持論であった。
海軍兵学校の生徒であった次男は、その後の戦争で戦死している。ある時、栄養失調を訴える知人（著者・川西）を見た中山は、自身の弁当を「分け合って食べようじゃないか」と申し出たというエピソードが残っており、その深く細やかな思いやりのある人柄が偲ばれる。